# Felsbilder der Sahara

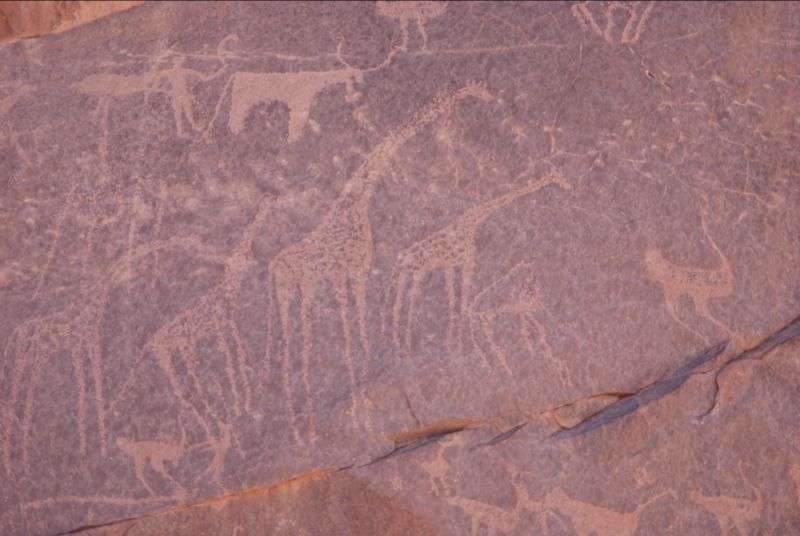
Felsbild mit Tierdarstellungen in Gilf el-Kebir, Ägypten

Die Felsbilder der Sahara entstanden seit 12.000 Jahren in Nordafrika (Felsbilder gibt es von Nord- bis Südafrika). Viele dieser Bilder sind Petroglyphen, die sich nur durch die Eintiefung in die Felsoberfläche erhalten haben. Die Sahara war während Millionen Jahren eine immer wieder extremen Klimaschwankungen unterworfene Wüste.

## Verbreitung

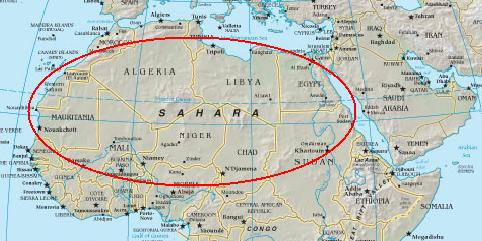
Sahara

Artefakte und Felsbilder aus den verschiedenen Phasen der Steinzeit zeigen, dass die Sahara in ihrer gesamten Ausdehnung immer wieder von Menschen besiedelt wurde. Felsbilder sind heute vor allem in Gebirgen und Höhlen, mit günstigen Voraussetzungen für deren Erhalt, zu finden. Auch die Lebensbedingungen waren in der damaligen Zeit in diesen Regionen günstiger als im Flachland. Um 1500 v. Chr. setzte eine Austrocknung ein, die mit Unterbrechungen bis heute anhält. Für die folgenden Felsbilder der Sahara
- Saharaatlas (Marokko)
- Adrar n'Ahnet, Arak-Schlucht und Tassili n'Ajjer (Algerien)[1]
- Akkakus und Messak Settafet im Fessan (Libyen)
- Tibesti (Tschad)
- Plateau von Djado (Niger)
- Ennedi-Massiv (Tschad)

wurde eine relative Chronologie vorgeschlagen, die davon ausgeht, dass die Bilder von großen Wildtieren zwangsläufig älter sind als die von Haustieren. Zeitlich folgen fünf Perioden aufeinander. Diese, mit dem Klimaablauf in Verbindung gebracht, kommen zu einer in etwa absoluten Datierung.

## Periodisierung

### Bubalus-Zeit 10.000–6000 v. Chr.

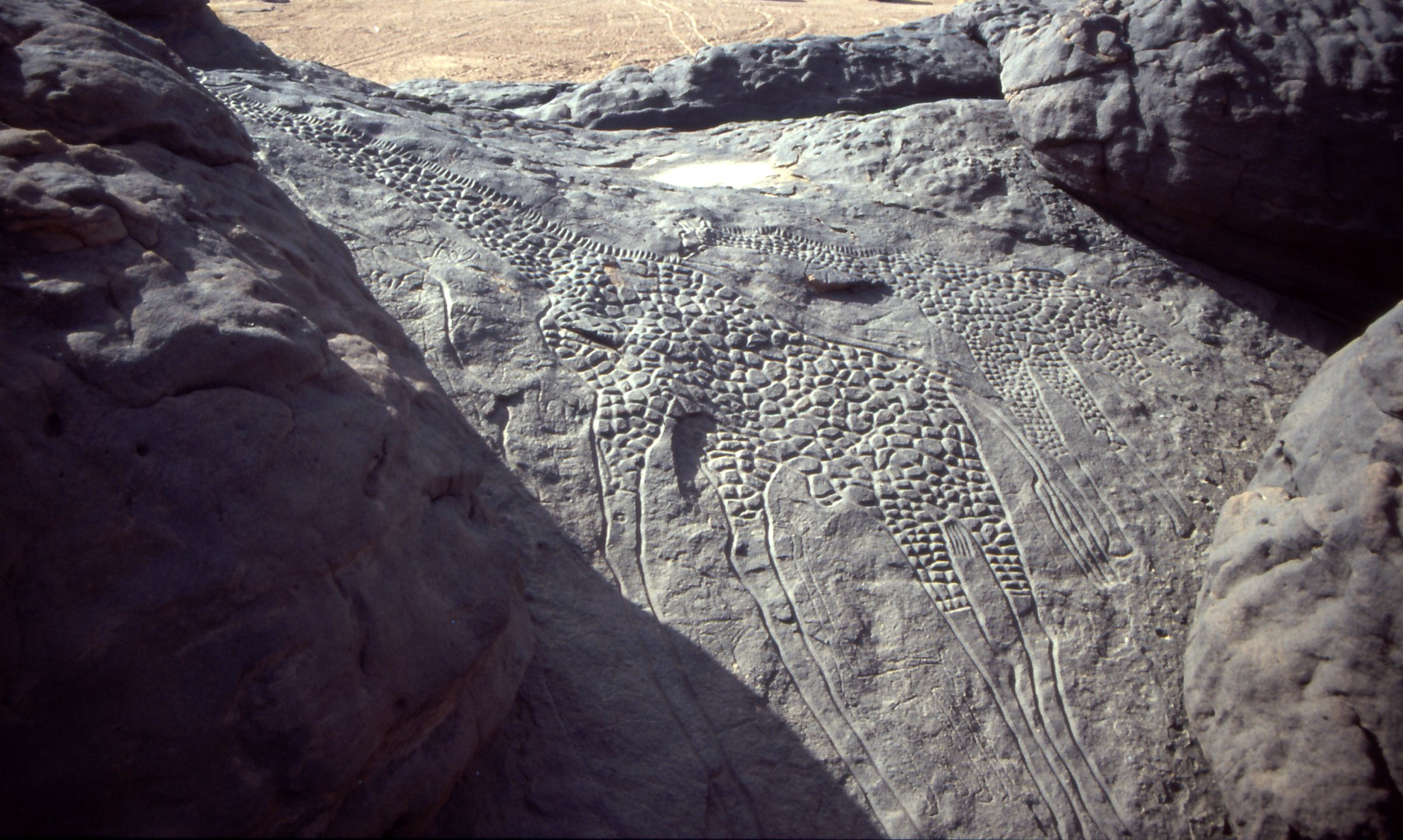
Die Dabous-Giraffen nördlich von Agadez

Der Name Bubalus bezeichnet einen Altbüffel (Pelorovis antiquus, möglicherweise mit dem Kaffernbüffel verwandt) mit meterlangen Hörnern, der in Afrika vor etwa 5000 Jahren ausgestorben ist. Im Bubalus-Stil sind die Bilder des gesamten afrikanischen Großwildes dargestellt, z. B. Elefant, Nashorn, Giraffe, Büffel, Löwe, verschiedene Antilopen, Gazellen sowie die häufig abgebildeten Wildesel (daher auch Wildesel- oder Jägerzeit genannt). Darstellungen von Krokodil und Flusspferd verweisen auf Wasserreichtum. Menschen werden beim Jagen und Sammeln dargestellt, spielen aber eine untergeordnete Rolle und werden vergleichsweise klein abgebildet.
In diese erste Periode fallen die größten Darstellungen der Sahara-Felskunst. Die größten Bilder erreichen eine Höhe von 8 m. Es lassen sich zwei Regionen voneinander trennen, die sich in ihrer Motivik deutlich unterscheiden: Die Zentralsahara und der Maghreb.
In der Zentralsahara sind die Felsbilder vorwiegend graviert. Die Innenfläche weist eine Glättung oder lineare Musterung auf. Die dargestellten Wesen sind äußerst detailreich wiedergegeben. Neben Menschendarstellungen finden sich zunächst ausschließlich Wildtiere. Die hauptsächlich dargestellten Arten waren Elefant, Giraffe, Nashorn, Flusspferd, Bubalus, Antilope, Rind, Strauß und selten auch der Löwe.
Einzelne Menschen können in Verbindung mit Tieren auf zweierlei Art vorkommen: Entweder als kleine Figur oder in einem realistischen Größenverhältnis, dann aber stets mit einer Maske, meist in Form eines Hunde- oder Schakalskopfes. Gelegentlich treten auch antilopen-, vogel- und katzenköpfige Masken auf.
Ein zweites wesentliches Thema der Bubalusperiode sind Darstellungen sexuellen Inhalts. Männer sind mit übergroßem Penis abgebildet, häufig wird der Geschlechtsakt mit einer Frau dargestellt, aber auch Tiere können in diesem Zusammenhang eine Rolle spielen. Die Männer tragen außerdem häufig Tiermasken.
Ein drittes Darstellungsthema bilden die abstrakten Motive, vor allem die Spirale, die entweder für sich allein oder in Verbindung mit Menschen- und Tierdarstellungen auftreten können.
In einer jüngeren Phase der Bubalusperiode wird der allmähliche Übergang zur Rinderperiode erkennbar. Erstmals treten domestizierte Rinder auf. Darüber hinaus gab es in der frühen Phase der Tierhaltung offenbar auch Versuche, weitere Arten zu domestizieren, so findet sich in Tasili n’Ajjer beispielsweise eine Abbildung, auf der ein Mensch einen Elefanten an der Leine führt. Die Tiere werden zunehmend in Herden dargestellt. Die Darstellungstechnik bleibt allerdings gleich. Dafür ist eine allmähliche stilistische Veränderung festzustellen. Die Bilder verlieren an Detailgenauigkeit, und eine Reduzierung der Tiere auf ihre wesentlichen Merkmale lässt sich feststellen.
Im Maghreb sind die Felsbilder denen der Zentralsahara grundsätzlich ähnlich in Darstellungstechnik und Motivik. Auch hier gibt es Tierdarstellungen und Darstellungen sexuellen Inhalts. Ebenso lässt sich in der jüngeren Phase eine Tendenz zur Vereinfachung der Bilder feststellen. Einige stilistische Merkmale sind allerdings nur für diese Gegend typisch. So werden die Tiere hier sehr häufig nur mit zwei Beinen wiedergegeben, wodurch die Szenen an Dynamik verlieren.
Die am häufigsten abgebildeten Tiere sind der Bubalus und der Widder. Neben dem Bubalus ist manchmal auch ein Mensch in anbetender Haltung dargestellt. Bei den Abbildungen von Widdern handelt es sich um domestizierte Formen. Sie sind in ihrer typischen Form als sogenannte Sonnenwidder dargestellt. Diese Bezeichnung geht auf einen runden Gegenstand zwischen ihren Hörnern zurück, der an eine Sonnenscheibe erinnert und in älterer Zeit zu Spekulationen um Verbindungen zum ägyptischen Gott Amun-Re aufkommen ließ. Dies ist aber schon rein zeitlich kaum möglich. Außerdem wird ein göttlicher Charakter der Widders auch dadurch unwahrscheinlich, dass neben ihm abgebildete Menschen ihm meist den Rücken zukehren. Es wird sich daher vielleicht am ehesten um ein geschmücktes Opfertier handeln, oder aber es fehlt völlig ein sakraler Bezug.
Eine weitere Besonderheit des Maghrebs sind die Löwenbilder, auf denen der Kopf stets frontal dargestellt ist.

### Rundkopfzeit 7000–6000 v. Chr.

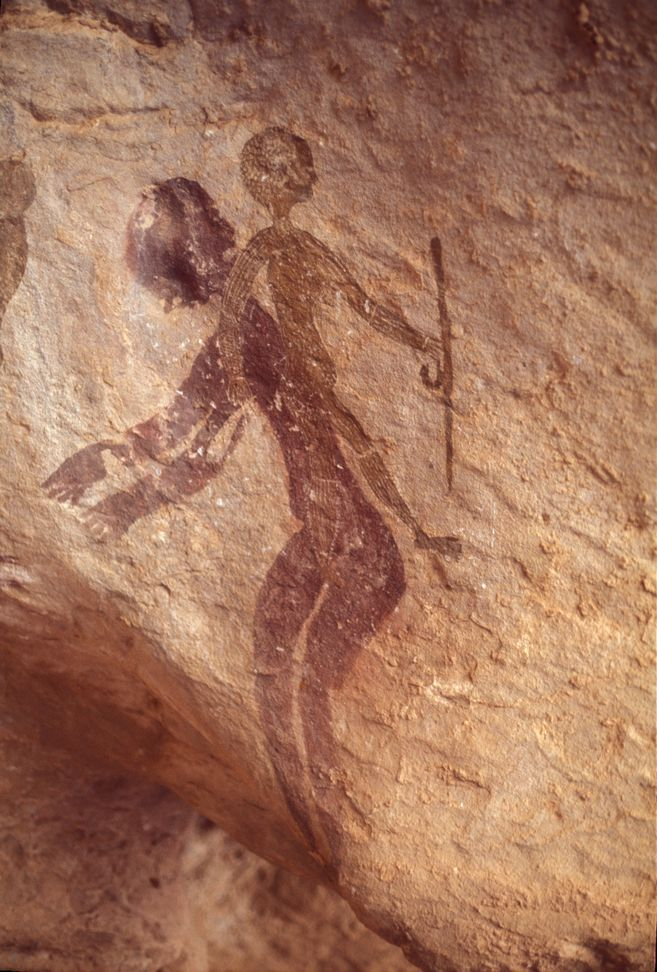
Menschendarstellung der Rundkopfzeit, Tassili n'Ajjer

Weitgehend zeitgleich mit der Bubalusperiode tritt eine weitere Periode auf, die nach ihrem charakteristischsten Merkmal als Rundkopfperiode bezeichnet wird. Ihr Vorkommen ist im Gegensatz zur Bubalusperiode stark begrenzt. Sie kommt nur in Tassili n-Ajjer, im unmittelbar benachbarten Tadrart Akakus und im Ennedi vor. Die übliche Darstellungstechnik ist die Malerei. Die dargestellten Menschen tragen runde, direkt auf dem Körper aufsitzende Köpfe. Die Kunst zeichnet sich durch Stilisierung und Abstraktion aus. Großwild und domestizierte Tiere werden kaum dargestellt.
In der ältesten Phase sind die Darstellungen monochrom, je nach Region flächig gemalt oder als Umrisslinien. Die Menschen sind lediglich mit Schurzen bekleidet, tragen häufig Federschmuck auf dem Kopf und halten Bögen und andere, häufig nicht identifizierbare Gegenstände in den Händen.
Es folgt eine Phase der Polychromie, in der rot- oder violettbraune Konturen flächig mit weißer, gelber oder ockerbrauner Farbe gefüllt sind. Neben Menschen- kommen auch Tierdarstellungen vor, Mensch und Tier werden jedoch fast nie zusammen abgebildet und Tiere treten vorwiegend einzeln auf. Neben den bereits für die Jägerperiode typischen Arten finden sich auch Abbildungen, die sich keiner bekannten Tierart eindeutig zuordnen lassen.
Bekleidung und Ausstattung der Menschen ändern sich in dieser Phase nicht, es werden jetzt aber zusätzlich Schmuckgegenstände und Körperbemalung oder Tätowierung sichtbar. Die Menschen sind in sehr groben Formen wiedergegeben. Die Köpfe sind direkt auf den Rumpf aufgesetzt und weisen zum Teil runde oder ovale Elemente auf, die an Zyklopenaugen erinnern. Ein bekanntes Beispiel hierfür ist der sogenannte „Marsgott“ von Tassili n’Ajjer.
Menschen treten im Gegensatz zu Tieren häufig in Gruppen auf. Ihre Handlungen sind dabei nicht immer ganz klar. In einigen Fällen handelt es sich allerdings eindeutig um kultische Szenen, wie etwa bei einer 3,20 m großen Figur, die von Frauen in betender Haltung umgeben ist.
Die Rundkopfperiode weist eine der Bubalusperiode entgegengesetzte Stilentwicklung auf, denn hier stehen die stark vereinfachten Formen am Anfang, während naturalistische Formen erst in einer späten Phase auftreten. Diese Phase behält die alten Motive bei, es treten jetzt aber bevorzugt rotbraune Flächen mit weißer Kontur auf. Die Körper sind schlanker, der Kopf sitzt nicht mehr direkt auf dem Körper und weist teilweise deutlich negroide Züge auf. Auch Maskendarstellungen treten in dieser Phase auf.

### Rinderzeit 5000–2500 v. Chr.
Wahrscheinlich um 6000 v. Chr., mit Beginn der Neolithisierung setzt die Rinderzeit ein. Auffällig ist in dieser Periode eine Zweiteilung der Darstellungstechnik, bei der es nur wenige Überschneidungen gibt. In Tassili n’Ajjer, im Tadrart Akakus, im Ennedi und in Uweinat finden sich Malereien, im Tibesti und im Ahaggar hingegen Gravierungen.
Die Rinderdarstellungen sind relativ klein, selten länger als 40 cm. Sowohl Menschen als auch Tiere sind aber trotz der geringen Größe sehr detailreich wiedergegeben. Es überwiegen Abbildungen domestizierter Rinder, Schafe, Ziegen und Hunde. Menschen werden verstärkt in Alltagsszenen dargestellt.
Markantestes Motiv dieser Periode sind die Rinderherden. Es finden sich aber auch zahlreiche Darstellungen von Menschen, etwa Szenen auf dem Lagerplatz oder am Lagerfeuer ebenso wie Jagd oder erotische Szenen. Im Gegensatz zu allen anderen Dingen werden die Behausungen der Menschen nie realistisch abgebildet. Es dürfte sich wohl um Mattenzelte in einer Draufsicht handeln.
Die Menschendarstellungen lassen offenbar drei verschiedene Gruppen erkennen, die sich in Aussehen, Siedlungsgebiet, ihrer Lebensweise und ihrer Ausstattung voneinander unterscheiden: Im Südosten des Tassili siedelten dunkelhäutige Menschen, die sich nochmals in zwei Gruppen unterteilen lassen: Zum einen eine Gruppe mit sehr stark negriden Zügen und eine zweite Gruppe, die eine starke Ähnlichkeit zum heutigen Volk der Fulbe aufweist. Diese Gruppen lebten gänzlich als Rinderhirten und wurden mit Pfeil und Bogen dargestellt. Im Nordwesten siedelte hingegen eine hellhäutige Gruppe. Sie waren mit Speeren, Wurfhölzern und Keulen dargestellt und hielten neben Rindern auch Schafe und Ziegen. Darstellungen von Menschen, hinter denen ein Schaf läuft erinnern an die „Sonnenwidder“ der Jägerperiode aus dem Maghreb.

### Pferdezeit 1500 v. Chr. bis zur Zeitenwende

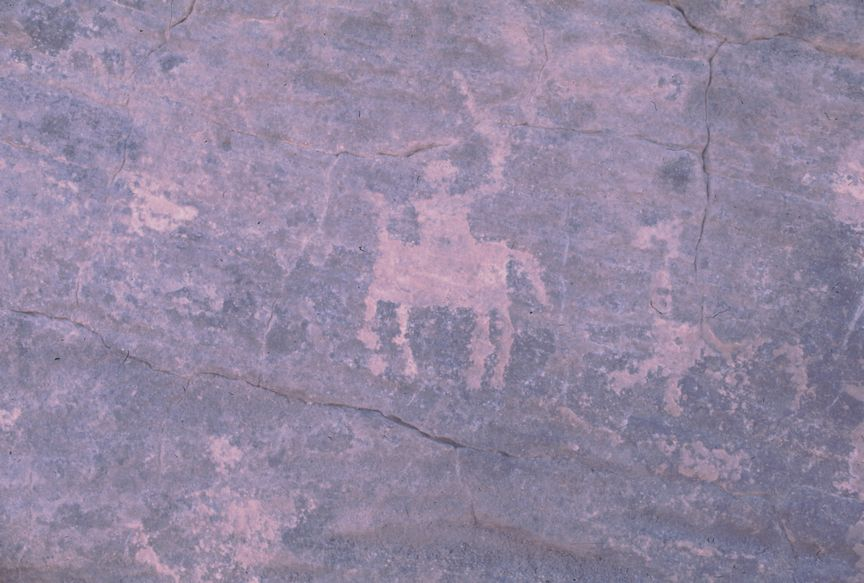
Darstellung eines Reiters; Djado, Niger

Die ab der Mitte des 2. vorchristlichen Jahrtausends einsetzende Pferdeperiode kommt nur in der zentralen und westlichen Sahara vor. Die Darstellungen weisen nur eine geringe Größe auf. Die Pferde sind kaum länger als 30 cm und die Menschen kaum größer als 20 cm. Die Malerei ist in der Regel flächig monochrom ausgeführt. Anatomische Details werden kaum wiedergegeben, der menschliche Körper ähnelt einer doppelten Dreiecksform. Köpfe fehlen häufig ganz oder werden auf einen Strich reduziert. Männer tragen eine kurze Tunika und Frauen knöchellange Kleider.
In den abgebildeten Tierarten spiegelt sich ein zunehmend trockener werdendes Klima wider. So kommen an Wildtieren nur noch Strauß, Antilope, Gazelle und Mufflon vor.
Die Menschen sind in ähnlichen Szenen wie in der Rinderperiode dargestellt, es treten jetzt aber häufig Kampfszenen hinzu. Gebräuchliche Waffen waren Schild und Speer. Ein typisches Motiv waren auch Wagen, die meist von Pferden, aber auch von Rindern gezogen werden konnten. Im Maghreb, der Westsahara und in Mauretanien gibt es auch gravierte Darstellungen einzelner Wagen ohne Zugtiere.
Der Wagen verliert schließlich an Bedeutung und das Pferd wird verstärkt als Reittier benutzt. In dieser Phase tauchen auch erste kurze Beischriften in Tifinagh-Schrift auf.
Die Abbildungen fallen in die Zeit nach der letzten mäßigen Begrünung. Diese Zeichnungen stammen von den bei Herodot erwähnten Garamanten. Die Garamanten waren ein im Fessan ansässiges antikes Berbervolk. Sie besiedelten spätestens seit dem 5. Jahrhundert v. Chr. das Innere Libyens im heutigen Fessan um die Hauptorte Zinchecra und Garama (Djerma nordwestlich von Murzuk). Durch die Pferdezucht und die Erstnutzung von vierspännigen Streitwagen konnten sie die umliegenden Völker unterwerfen.

### Kamelzeit ab der Zeitenwende
Ab der Zeitenwende tritt als letzte Phase die Kamelperiode auf. Kameldarstellungen sind in der ganzen Sahara äußerst zahlreich, teilweise finden sich auf einer Felswand über hundert Kamelbilder, die allerdings keinen Bezug zueinander haben. Die Bilder treten sowohl in Gravur als auch in flächiger Malerei auf. Die Reduzierung der Formen setzt sich in dieser Periode fort. Tiere werden auf ihre wesentlichen Merkmale reduziert (beim Kamel der Höcker), Menschen sind nur noch als Strichmännchen erkennbar. Pferde sind zu Beginn der Kamelperiode in der Sahara noch vertreten, Rinder fehlen hingegen völlig. An Wildtieren sind lediglich noch Strauß und Mufflon dargestellt. Jagd- und Kampfszenen kommen noch häufig vor, die Bewaffnung wird aber durch Dolche und Schwerter ergänzt.

## Darstellungstechniken
Bei den Felsbildern der Sahara treten zwei unterschiedliche Techniken auf: Gravierungen und Malerei. Beide Techniken wurden nicht parallel verwendet, sondern schließen sich tendenziell gegenseitig aus. In einigen Gegenden der Sahara finden sich ausschließlich Gravierungen, in anderen ausschließlich Malereien.

### Gravierung
Unter Gravierung werden zwei unterschiedliche Techniken zusammengefasst. Bei der ersten handelt es sich um eine Gravierung im eigentlichen Sinne. Hierbei wird der Fels mit einem scharfen Gegenstand, etwa einer Steinklinge geritzt, wobei ein V- oder U-förmiger Querschnitt entsteht.
Die andere Technik ist die des geschlagenen Strichs, bei der die Striche entweder mit Hammer und Meißel oder mit einem in der Hand gehaltenen Schlaginstrument ausgeführt werden. Es gab auch die Möglichkeit, beide Techniken zu kombinieren. Dabei wurden die Konturen zunächst geschlagen und die Linien anschließend glattgeschliffen.
Neben den Umrisslinien finden sich auch häufig Gestaltungen der Innenflächen. Typisch sind beispielsweise Gitternetze bei Giraffen und bei Rindern.

### Malerei
Auch bei der Malerei treten mehrere Varianten auf. Zum einen gibt es monochrom-flächige Malereien. Sie wirken meist schattenrissartig, es können aber auch Details wiedergegeben werden, indem Flächen nicht vollständig ausgemalt werden, etwa bei der Fellzeichnung von Rindern.
Eine weitere Technik ist die monochrom-lineare Malerei. Diese erlaubt wesentlich mehr Details. So sind anatomische Details wie die Augen, Einzelheiten der Kleidung, der Frisur und der Körperbemalung sichtbar.
Flächige und lineare Malerei treten auch in polychromen Varianten auf. Hierbei werden bei der linearen Technik die Innenräume der Motive mit einer Farbe flächig ausgemalt. Die flächigen Malereien weisen andersfarbige Konturen oder Detailangaben auf.
Für die Farben wurden drei verschiedene Materialien verwendet: Weiß gewann man höchstwahrscheinlich aus Calciumoxid, Schwarz aus Ruß. Für alle anderen Farbtöne wurde Ocker verwendet, der in verschiedensten Schattierungen von gelbbraun über rotbraun bis zu violettbraun vorkommt.

## Datierung der Felsbilder
Die genaue Datierung dieser Phasen ist schwierig und keineswegs unumstritten. Da Holzkohle als Farbstoff fast nicht zum Einsatz kam, ist es nicht möglich, die Bilder mittels Radiokarbonmethode direkt zu datieren. Stattdessen erfolgt die Datierung über archäologische und historische Zeugnisse aus dem Umfeld der Bilder. Diese Methode liefert aber nur für die beiden letzten Perioden brauchbare Ergebnisse, da die Einführung von Pferd und Kamel in Afrika dank ägyptischer Quellen ziemlich genau festgemacht werden kann. Das Pferd wurde zusammen mit dem Streitwagen erstmals während der Hyksos-Herrschaft gegen Ende des 18. Jahrhunderts v. Chr. in Unterägypten eingeführt und ab dem Neuen Reich in ganz Ägypten genutzt. In der Folgezeit breitete sich die Pferdenutzung dann auch nach Westen aus. Eine zweite wichtige Phase der Pferdenutzung fällt ins 13. Jahrhundert. In dieser Zeit ereignete sich die Seevölker-Invasion in Ägypten, die 1230 unter Ramses III. erfolgreich zurückgedrängt werden konnte. Ein Teil dieser Völker scheint nach der Niederlage von Libyen aus in den Fessan abgewandert zu sein.
Auch die Einführung des Kamels lässt sich recht sicher datieren. In Ägypten wurde es erstmals während der ersten Perserherrschaft ab 525 v. Chr. eingeführt. Eine eigenständige Nutzung im Gebiet der Sahara erfolgte dann aber erst ab dem ersten vorchristlichen Jahrhundert.
Weitaus schwieriger zu datieren sind die älteren Perioden der Felsbildkunst. So wird der Beginn der Rinderperiode mit dem Beginn der Neolithisierung gleichgesetzt, wobei aber der Übergang von Bubalus- zu Rinderperiode fließend ist und somit eine Trennung beider Perioden nicht immer eindeutig. Auch der eigentliche Beginn der Felsbildkunst lässt sich kaum eindeutig bestimmen. Innerhalb der Felsbildforschung haben sich mittlerweile zwei stark voneinander abweichende Systeme etabliert: Dies ist zum einen die „Kurze Chronologie“ mit Alfred Muzzolini als bedeutendstem Vertreter. Nach dieser Auffassung setzt die Felsbildkunst erst mit dem Beginn einer Feuchtphase des Neolithikums um 5000 v. Chr. ein. Dem gegenüber steht die „Lange Chronologie“ mit Fabrizio Mori als Hauptvertreter. Er sieht den Beginn der Felsbildkunst im ausgehenden Pleistozän um 10.000 v. Chr.
Aufgrund dieser hohen Unsicherheiten gab es bereits seit den 1950er Jahren immer wieder Versuche, die Bilder nicht nur über stilistische Vergleiche, sondern auch mit naturwissenschaftlichen Methoden zu datieren. Als älteste Methode wurde bereits von Henri Lhote die Untersuchung der Gesteinsoberfläche genutzt. Eindringende Feuchtigkeit löst Eisen- und Manganoxide, die sich durch Verdunstung an der Gesteinsoberfläche sammeln und eine dunkle Patina, sogenannten Wüstenlack, bilden. Die ausgekratzten Bilder heben sich hell ab, dunkeln aber im Laufe der Zeit wieder nach. Lhote konnte dabei für die verschiedenen Phasen deutliche Farbunterschiede ausmachen. So waren die Gravuren der Bubalus-Periode „dunkel“, die der Rinderperiode „dunkel, manchmal etwas heller“, die der Pferdeperiode „chamois“ (gämsfarben) und die der Kamelperiode „hell, fast weiß“.
Diese Datierungsmethode ist allerdings bis heute sehr ungenau geblieben und für die Ermittlung halbwegs genauer Jahreszahlen ungeeignet.
Als einigermaßen aussagekräftig erwies sich die indirekte Datierung von abgebrochenen und verschütteten Felsbildern mittels Radiokarbonmethode. Allerdings gibt es bislang nur eine wirklich zuverlässige Datierung aus Uan Muhuggiag im Acacus-Gebirge. Es handelt sich hierbei um einen in den 1970er Jahren entdeckten Felsblock mit Rinderdarstellungen. Im ihn bedeckenden Schutt wurde eine Feuerstelle entdeckt, die auf 4730 ± 310 BP datiert werden konnte. Daneben gibt es auch noch andere Messungen, bei denen allerdings Zweifel an der Richtigkeit bestehen oder die wenig brauchbar sind, weil nicht eindeutig ist, was auf den betreffenden Bildern eigentlich dargestellt ist. So gibt es für Uan Telocat, Acacus-Gebirge, eine Datierung für 6754 ± 175 BP. Die Zuweisung der Zeichnung in die Rundkopfperiode erfolgte allerdings nur aufgrund der Patinierung und der Farbe. Das Datum aus Uan Muhuggiag bleibt somit der einzige Fixpunkt und gibt letztlich auch nur einen terminus ante quem für die Rinderperiode.
Ein weiteres Verfahren wurde seit 2008 erprobt, um die Bilder der Rundkopfperiode in Tassili-n-Ajjer zu datieren. Die Untersuchung fand in den benachbarten Fundorten Ti-n-Tazarift und Sefar statt. Auch hier erfolgte die Datierung indirekt. Ausgangspunkt war die Untersuchung von erodierten Ablagerungen unterhalb von heute nicht mehr erreichbaren Felsbildern. Diese Ablagerungen bildeten zur Zeit der Felsbildkünstler den ursprünglichen Laufhorizont und sind heute noch als graue Verfärbungen auf dem Fels sichtbar. Nachdem die Stratifizerung der Ablagerungen geklärt war, wurden insgesamt 13 Proben entnommen und mittels Optisch Stimulierter Lumineszenz (OSL) datiert. Die Untersuchungen ergaben, dass die Bildung der Ablagerungen vor etwa 10.000 Jahren ihren Abschluss fand. Das jüngste gemessene Datum aus den oberen Schichten war allerdings nur 1500 Jahre alt. Es lässt sich somit nur ein Höchstalter von 10.000 Jahren für die Rundkopf-Malereien angeben, nicht jedoch ein Mindestalter. Für eine zuverlässige absolute Chronologie der Felsbilder sind daher noch umfangreiche weitere Untersuchungen notwendig.